# Гроссман, Мирон Борисович
Миро́н Бори́сович Гро́ссман (также Гросман; 1884, Темрюк, Кубанская область — 3 ноября 1937) — советский хозяйственный деятель.

## Биография
Родился 1884 года в Темрюке Кубанской области.
Учился на юридическом факультете университета Париж III Новая Сорбонна.
Член РКП(б) с 1919 года. 1919 — военком Самаркандско-Бухарской группы войск. Награждён орденом Красного Знамени за взятие Красноводска.
С 15 января 1920 года по 21 марта 1920 года — военком 1-й Туркестанской стрелковой дивизии (Закаспийский фронт). Был начальником гарнизона в Самарканде и военкомом Самаркандской области. Работал директором текстильной фабрики имени Я. М. Свердлова и шёлкоткацкой фабрики «Красная роза» в Москве.
С 13 июля 1930 года по 26 января 1934 года — член Центральной Контрольной Комиссии ВКП(б).
С 21 ноября 1931 года по 29 января 1932 года — помощник начальника Экономического управления ОГПУ при СНК СССР.
С 29 января 1932 года по 7 октября 1932 года — 2-й заместитель начальника Экономического управления ОГПУ при СНК СССР.
С 7 октября 1932 года по 3 марта 1933 года — начальник Донецкого областного отдела ГПУ.
С марта 1933 года по 1934 год лечился.
26 января—10 февраля 1934 года делегат XVII съезда ВКП(б) с решающим голосом.
С 1934 года — директор завода сельскохозяйственных машин «Серп и молот» (Харьков).
С 1936 по 1937 год — директор завода станков-автоматов «Ленинская кузница» (Киев).
С 1937 года на пенсии.
Арестован 8 августа 1937 года. Расстрелян 3 ноября 1937 года. Похоронен в Коммунарке.